# Universidad de la Isla del Príncipe Eduardo
La Universidad de la Isla del Príncipe Eduardo (en inglés University of Prince Edward Island (UPEI)) es una Universidad pública con sede en Charlottetown, Isla del Príncipe Eduardo, Canadá.
La Universidad fue establecida en 1969 a partir de la fusión de dos instituciones preexistentes: el Colegio Príncipe de Gales -Prince of Wales College (PWC)- y la Universidad Saint Dunstan -Saint Dunstan's University (SDU)-.        

## Organización
El actual rector es H. Wade MacLauchlan, desde el 3 de octubre de 1999. El Canciller es  William E. (Bill) Andrew.